# Joy Behar
Josephina Victoria "Joy" Behar (født Occhiuto, født 7. oktober 1942) er en amerikansk komiker, forfatter, skuespillerinde og en medvært på talkshowet The View. Behar begyndte som vært for et kommentarprogram i efteråret 2009, med titlen The Joy Behar Show på CNN's søster-netværk, HLN.
Behar spillede rollen som "Dr. Lucy" i komediefilmen Alt tilladt fra 2011.